# RFC Queue-du-Bois
RFC Queue-du-Bois is een Belgische voetbalclub uit Queue-du-Bois. De club is bij de KBVB aangesloten met stamnummer 378. De club speelde een aantal seizoenen in de nationale reeksen.

## Geschiedenis
Queue-du-Bois FC  werd opgericht in 1923. Op 5 januari 1924 trad de club toe tot de KBVB en kreeg toen het stamnummer 378. Tijdens de Tweede Wereldoorlog, meer bepaald in 1943, bereikte de club voor de eerste maal de nationale bevorderingsreeks. Het eerste jaar degradeerde de club echter meteen na een laatste plaats. Vier jaar later promoveerde men opnieuw. Ditmaal kon de club het twee seizoenen volhouden, waarna een nieuwe degradatie volgde. In 1951 werd de club koninklijk. De naam werd hierop Royal Queue-du-Bois FC. In 1958 volgde een derde promotie naar de nationale reeksen. Men speelde hierop nog twee seizoenen in Vierde klasse om nadien opnieuw te degraderen naar de provinciale reeksen. Sindsdien kon de club de nationale reeksen niet meer bereiken. In 1990 fuseerde de club met Bellaire FC. De fusieclub werd RFC Queue-du-Bois-Bellaire. De fusieclub wijzigde in 2009 opnieuw zijn naam in RFC Queue-du-Bois.

## Resultaten
| Seizoen                              | Klasse | Klasse | Klasse | Klasse | Klasse | Klasse | Klasse | Klasse | Reeks                                     | Punten                                    | Opmerkingen                               |                                           |
|                                      | I      | II     | III    | P.II   | P.III  | P.IV   |        |        |                                           |                                           |                                           |                                           |
| ------------------------------------ | ------ | ------ | ------ | ------ | ------ | ------ | ------ | ------ | ----------------------------------------- | ----------------------------------------- | ----------------------------------------- | ----------------------------------------- |
| Provinciaal voetbal tot 1943         |        |        |        |        |        |        |        |        |                                           |                                           |                                           |                                           |
| 1943/44                              |        |        | 16     |        |        |        |        |        | Bevordering D                             | 8                                         |                                           |                                           |
| Provinciaal voetbal tot 1947         |        |        |        |        |        |        |        |        |                                           |                                           |                                           |                                           |
| 1947/48                              |        |        | 13     |        |        |        |        |        | Bevordering B                             | 19                                        |                                           |                                           |
| 1948/49                              |        |        | 15     |        |        |        |        |        | Bevordering D                             | 15                                        |                                           |                                           |
| Provinciaal voetbal tot 1958         |        |        |        |        |        |        |        |        |                                           |                                           |                                           |                                           |
|                                      | I      | II     | III    | IV     | P.I    | P.II   | P.III  | P.IV   | Vanaf 1952/53 zijn er 4 nationale niveaus | Vanaf 1952/53 zijn er 4 nationale niveaus | Vanaf 1952/53 zijn er 4 nationale niveaus | Vanaf 1952/53 zijn er 4 nationale niveaus |
| 1958/59                              |        |        |        | 11     |        |        |        |        | Vierde Klasse D                           | 28                                        |                                           |                                           |
| 1959/60                              |        |        |        | 15     |        |        |        |        | Vierde Klasse B                           | 23                                        |                                           |                                           |
| Provinciaal voetbal tot heden (2026) |        |        |        |        |        |        |        |        |                                           |                                           |                                           |                                           |